# Giovanni Roncagli
Giovanni Roncagli (Bologna, 24 febbraio 1857 – Roma, 1º febbraio 1929) è stato un militare, geografo e cartografo italiano, Segretario generale della Reale Società Geografica Italiana dal 1897 al 1928.

## Biografia
Nacque il 24 febbraio 1857 a Bologna, allora parte dello Stato Pontificio.
Nel 1873 si iscrisse presso la Regia Scuola di Marina di Genova, uscendone nel 1877 come guardiamarina della Regia Marina e venendo imbarcato su varie navi tra cui le pirofregate Palestro e Roma. Nel 1881, come sottotenente di vascello, prese parte alla prima spedizione in America meridionale di Giacomo Bove come idrografo, rimanendo per due settimane a Puerto Santa Cruz in Patagonia ed esplorando la semisconosciuta isola degli Stati.
Fu promosso tenente di vascello nel 1886 e venne imbarcato sulla pirocorvetta corazzata Formidabile, venendo destinato nell'anno seguente a prestare servizio presso l'Ufficio idrografico di Genova, dove rimase fino al 1889, e fu poi collocato su domanda nella riserva navale nel 1893.

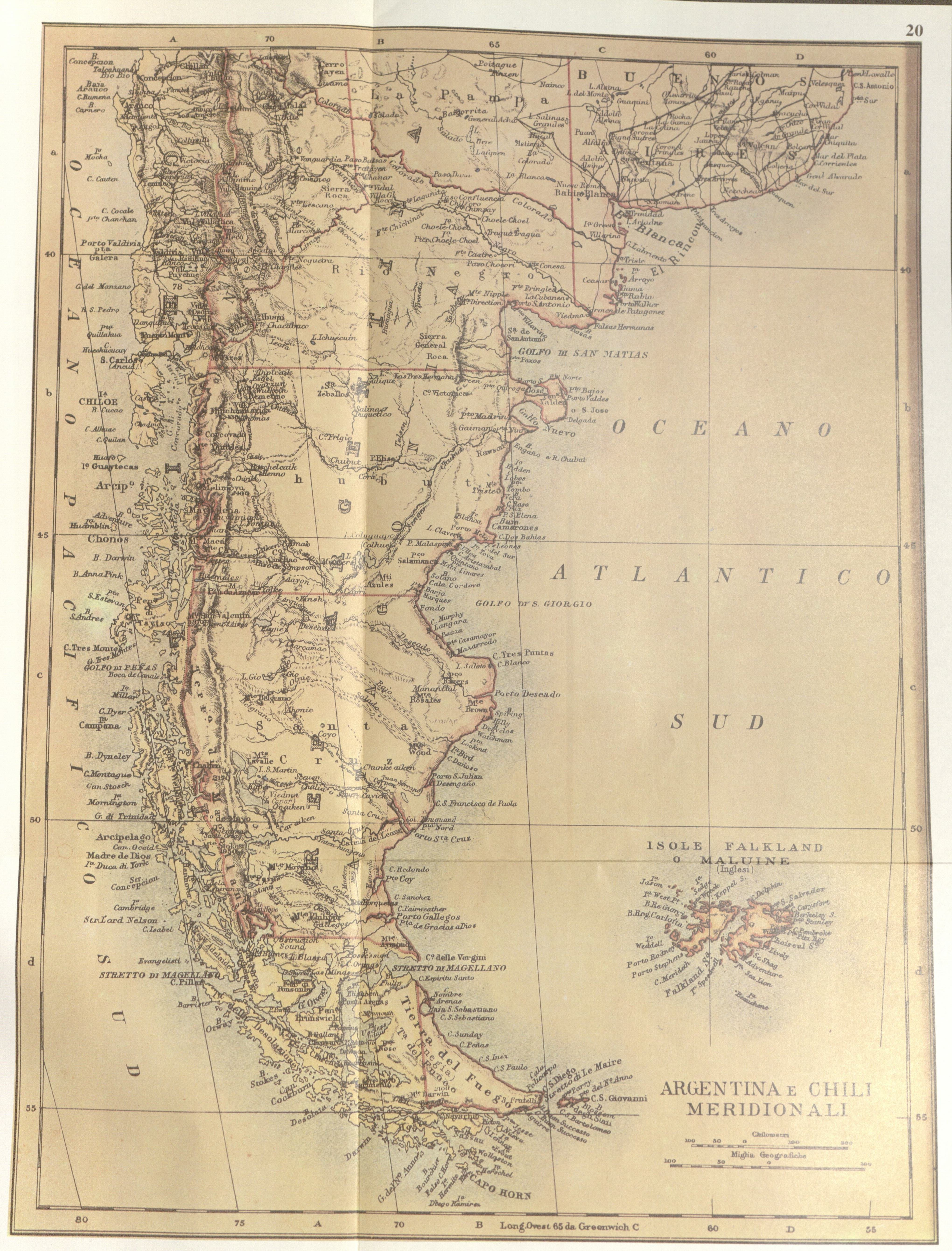
Mappa dell'Argentina e del Cile meridionale nell'atlante mondiale Hoepli di Roncagli (1899).

Entrò nella Reale Società Geografica Italiana nel 1896, divenendone Segretario generale nel 1897, succedendo a Giuseppe Dalla Vedova, e rimanendo in carica fino al 1928. Promosso capitano di corvetta nel 1899, prese parte alla guerra italo-turca e nel 1912 assunse la carica di capo del neo-istituito Ufficio storico della Regia Marina. Curò inoltre l'atlante mondiale per la casa editrice Hoepli tra il 1899 e il 1912.
Politicamente fu un fervente nazionalista e in seguito sostenitore del Partito Nazionale Fascista.
Morì a Roma il 1º febbraio 1929.
Nel 1951 il comune di Roma gli ha dedicato uno slargo nel quartiere Lido di Ostia Levante (Ostia), quartiere dove nel 2019 è stata apposta una targa per commemorare il 90º anniversario dalla sua scomparsa.

## Opere
- La perequazione militare e il problema marittimo dell'Italia (secondo Domenico Bonamico), Roma, Forzani e C. Tipografia del Senato, 1899.
- Atlante mondiale Hoepli di geografia moderna, fisica e politica, Milano, Hoepli, 1899-1912.
- Responsabilità marittime. Riflessi e osservazioni a proposito del naufragio del "Sirio", Roma, Fratelli Bocca Editori, 1906.
- I servizi marittimi interni e l'esercizio di Stato, Roma, Officina Poligrafica Italiana, 1907.
- Commemorazione di Giacomo Bove, 1909.
- L'industria dei trasporti marittimi, Roma, Accademia Nazionale Reale dei Lincei, 1911.
- Vita di mare, Milano, Allegretti, 1911.
- Il riordinamento dei Corpi militari della Regia Marina, 1911.
- Il Dominio dell'aria, 1914.
- Guerra italo-turca (1911-1912). Cronistoria delle operazioni navali. Dalle origini al decreto di sovranità sulla Libia., vol. 1, Milano, Hoepli, 1918.
- Il problema militare dell'Adriatico spiegato a tutti, 1918.